# Армильяс, Педро
Педро Армильяс Гарсия (исп. Pedro Armillas Garcia; 9 сентября 1914 — 11 апреля 1984) — испанско-мексиканский учёный-антрополог, археолог и влиятельный исследователь доколумбовой Мезоамерики середины XX века. Как археолог он был известен как своими полевыми работами и раскопками многочисленных памятников центральной и северной Мексики, так и своим вкладом в археологическую теорию. Был одним из первых, кто исследовал ирригационные и гидравлические системы доколумбовых цивилизаций. Его исследование влияния на развитие мезоамериканских культур местного сельского хозяйства и способов производства, основанных на натуральном хозяйстве, было новаторским.

## Биография
Армильяс родился 9 сентября 1914 года в Сан-Себастьяне (Испания). В 1932 году он получил степень бакалавра в Институте Бальмеса в Барселоне. С началом Гражданской войны в Испании он встал на защиту республики и был определён в артиллерию, сначала в батареи береговой обороны, а затем на Арагонский фронт. Несколько месяцев спустя его перевели в штаб Восточной армии, но оттуда он вернулся на фронт, где был ранен в ногу в марте 1938 года. Затем в качестве офицера по информации возвратился в Главное командование артиллерии в Генеральном штабе, где он был повышен до капитана артиллерии. После поражения республиканцев покинул Испанию, был интернирован во Франции и перебрался в Мексику вместе со своей женой, художницей Анхелес Хиль Сала, на которой женился в 1937 году (с ней у него родилось двое детей).
Поскольку будучи артиллеристом, он достаточно хорошо разбирался в топографии, в Мексике он работал землемером и был отправлен инженером в Смешанную аграрную комиссию штата Чьяпас. В этом качестве он тесно общался с народом цельталей и начал его этнографическое изучение. С 1940 по 1946 год Армильяс учился в недавно открытой Национальной школе антропологии (Escuela Nacional de Antropología) Национального института антропологии и истории, где стал профессором.
В 1940-х годах Армильяс провёл несколько сезонов раскопок на главном городище Теотиуакан в долине Мехико, продолжая исследования Джорджа Вайяна, Эдуардо Ногеры и Сигвальда Линне. Благодаря его топографическим знаниям его наняли для проведения обследования Какаштлы в Тласкале. Руководил раскопками площадки для игры в мяч в Шочикалько под руководством Эдуардо Ногеры. Особого упоминания заслуживают его достижения как в Теотиуакане, так и в Остуме (штат Герреро). Он также работал в Археологическом фонде Нового Света (1952—1953).
С 1960-х годов он преподавал в различных университетах США, включая Иллинойсский университет в Чикаго. Он умер в этом городе 11 апреля 1984 года. На момент смерти он был профессором антропологии в Иллинойсском университете в Чикаго.